# Pedro Paterno
Pedro Alejandro Paterno y de Vera-Hidalgo (ur. 27 lutego 1857 w Manili, zm. 26 kwietnia 1911 tamże) – filipiński polityk, pisarz, poeta i dramaturg.

## Życiorys
Wokół daty rocznej jego urodzenia w źródłach można natrafić na pewne niejasności. Niektóre mówią o 1857, inne o 1858. Data dzienna (27 lutego) natomiast nie wzbudza kontrowersji. Urodził się w Santa Cruz w Manili, jako potomek bogatej, prominentnej rodziny o chińskich korzeniach.
Uczęszczał do prestiżowego Ateneo w rodzinnym mieście. Studiował filozofię i teologię na Uniwersytecie w Salamance, następnie zaś prawo na madryckim Uniwersytecie Complutense. Był zaangażowany w przybliżanie tematyki filipińskiej mieszkańcom współczesnej sobie Hiszpanii, między innymi w organizację madryckiej wystawy poświęconej archipelagowi (1887). Ceniony był za swoją bogatą twórczość literacką. Jego Sampaguitas y otras poesías varias (1880) czasem mylnie uznawany jest za pierwszą książkę poetycką w języku hiszpańskim pióra Filipińczyka, która zeszła z prasy drukarskiej. W 1885 opublikował Ninay: costumbres filipinas, pierwszą powieść w historii Filipin. Wśród jego istotnych prac wymienia się również późniejszą Aurora social. Pozostawił po sobie również szereg publikacji etnograficznych, które jednakże, ze względu na szereg zawartych w nich zmyśleń i wyolbrzymień, nie cieszą się szczególnie dobrą opinią. Próbował swoich sił także w teatrze, opublikował dramaty El mártir del Gólgota (1888) El último celaje (1890) oraz (jako pierwszy Filipińczyk) opery Alianza soñada (1902) i Magdapio (1903).
W odróżnieniu od generalnie pozytywnie ocenianej spuścizny pisarskiej Paterny, jego aktywność polityczna do dziś jest przedmiotem kontrowersji. Często uważa się Paternę za pyszałka i koniunkturalistę, nierzadko również za zdrajcę. Niemniej przyznaje się też, że odegrał znaczącą rolę w historii tak pierwszej republiki filipińskiej, jak i w początkach okupacji amerykańskiej, w zasadzie jako polityczny pragmatyk. Pamiętany za swoją mediację między hiszpańskimi władzami kolonialnymi a filipińskimi rewolucjonistami i jej owoc, porozumienie z Biak-na-Bato (1897). Przewodniczył Kongresowi w Malolos (1898), krótko piastował także funkcję premiera filipińskiego rządu rewolucyjnego (1899). W kwietniu 1901 został schwytany przez Amerykanów i uwięziony. Wolność odzyskał dopiero po złożeniu obietnicy lojalności wobec nowych władz. W kolejnych latach wchodził w skład parlamentu terytorium, był również wiceprzewodniczącym Partido Nacionalista. Stopniowo w pełni zaangażował się w kolaborację z Amerykanami, posuwając się nawet do produkcji proamerykańskiej propagandy (w tym Pagdating ni Taft, 1905). Opublikowane w 1907 tłumaczenie jednej ze swoich powieści na język angielski zadedykował Williamowi Taftowi.
Niezależnie od niekiedy monstrualnych rozmiarów swoich ambicji był w różnych okresach swojego życia uznawany raczej za bufona i ciekawostkę niż za rzeczywiście liczącego się gracza w walce o realną władzę. Jego przekonanie o książęcym pochodzeniu własnej rodziny czyniło z niego niekiedy obiekt zawoalowanych kpin, tak ze strony Hiszpanów, jak i Amerykanów. Za swoje wysiłki mediacyjne z 1897 żądał hiszpańskiego tytułu książęcego, miejsca w Senacie, a także znacznej sumy pieniędzy, zresztą bez najmniejszego skutku. Jakiś czas później Taft określił Paternę mianem polityka ambitnego niczym szatan.
Jego żoną była pochodząca z hiszpańskiej Galicji Maria Luisa Piñeiro. Zmarł w Manili, padając ofiarą cholery. Pochowany został w stołecznym kościele San Agustin.
Odznaczony Krzyżem Orderu Izabeli Katolickiej (1893). W filipińskich filmach Heneral Luna z 2015 oraz Goyo: The Boy General (2018) w rolę Paterny wcielił się Leo Martinez. Mimo nieco dwuznacznej roli, jaką w historii Filipin odegrał, uhonorowano go w ojczyźnie, chociażby nazywając jego imieniem ulice przynajmniej w kilku miastach.